# 赫斯珀勒斯 (科羅拉多州)
赫斯珀勒斯（英語：Hesperus）是位於美國科羅拉多州拉普拉塔縣的一個非建制地區。該地的面積和人口皆未知。

## 地理
赫斯珀勒斯的座標為37°17′12″N 108°02′21″W / 37.28667°N 108.03917°W，而該地的平均海拔高度為2466米（即8091英尺）。